# ノール県
ノール県 (ノールけん、Département du Nord) は、フランスのオー＝ド＝フランス地域圏の県である。フランス最北部に位置することから、北（Nord）を意味するその名がつけられた。ノール県はフランドル・フランセーズ（Flandre française、フランス領フランドル）と呼ばれる、ダンケルクとリール（旧フランドル伯領）、カンブレジ（旧カンブレー大司教領）、そして旧エノー伯領から構成されている。

## 歴史

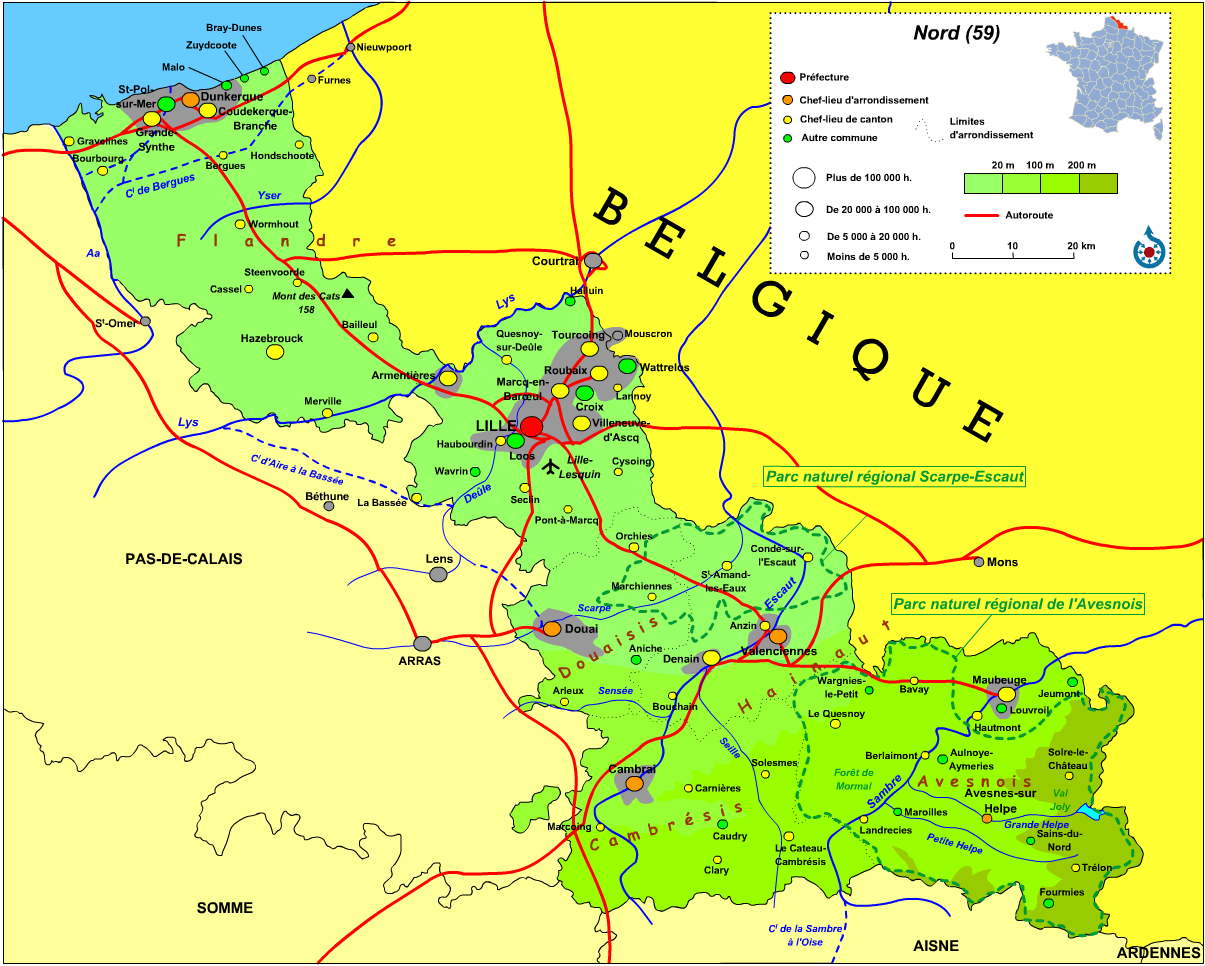
ノール県の地図

ノール県は、フランス革命後の1789年12月22日の法令施行により、1790年3月4日、フランドル、エノー、カンブレジの各州、そして郡庁所在地ドゥエーを加えて誕生した。県は、アヴェーヌ、ベルグ、カンブレー、ドゥエー、アーズブルック、リール、ル・クスノワ、ヴァランシエンヌの8つの地区に分けられていた。1800年に再編され、アヴェーヌ、ベルグ、カンブレー、カスル、ドゥエーとリールの6つとなった。1803年、県庁所在地がドゥエーからリールへ移された。その後も再編が続いた。ベルグ地区はダンケルク地区と合併し、カスルは1857年にアーズブルックと合併した。

## 地理
ノール県はベルギーと国境を接している。その他に、パ＝ド＝カレー県、エーヌ県、わずか数kmほどだがソンム県と接する。最北部は北海に面しており、県内をいくつもの河川が流れている。最も有名なのはイゼール川 (Yser ) である。ドゥール運河はリールを横断している。
標高176mのカスル山は、リールにほど近い平野の中にあることから、しばしばノール県最高地点とみなされている。この考えは、ベーヴ山が標高239mであることが判明するまで一般に広まっていた。実際にノール県で最も標高の高い地点は、アヴェーヌ近郊にあるアノルで、標高272mである。

## 人口統計
| 1968年    | 1975年    | 1982年    | 1990年    | 1999年    | 2006年    | 2010年    | 2012年    |
| --------- | --------- | --------- | --------- | --------- | --------- | --------- | --------- |
| 2 418 847 | 2 511 478 | 2 520 526 | 2 531 855 | 2 555 020 | 2 564 950 | 2 564 959 | 2 587 128 |

## 文化

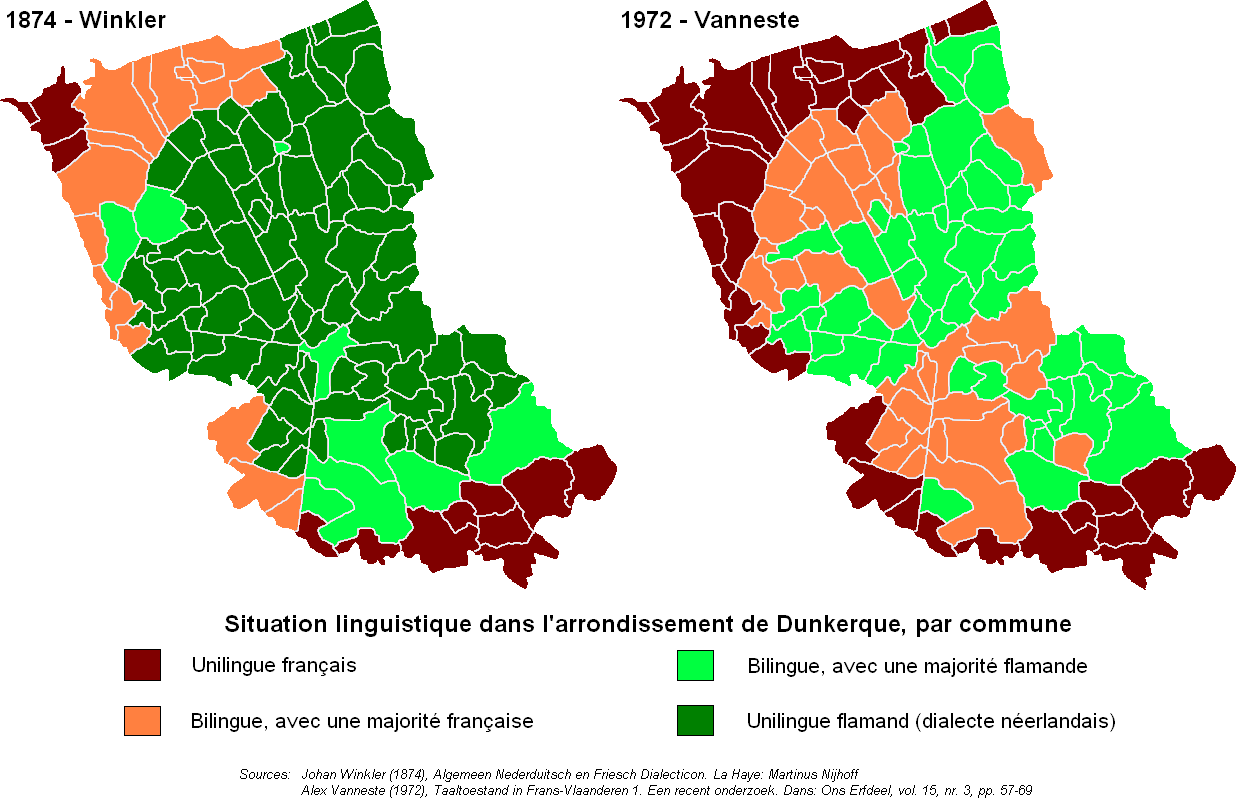
1874年と1972年の、ダンケルク周辺での話者の色分け図。緑色がフラマン語のみの話者。肌色がフランス語優勢区域内の二言語話者。黄緑色がフラマン語優勢域内の二言語話者。アズキ色がフランス語のみの話者。19世紀当時、フラマン語話者が優勢であったことがわかる。20世紀になると、バイリンガルが増加する

### 言語

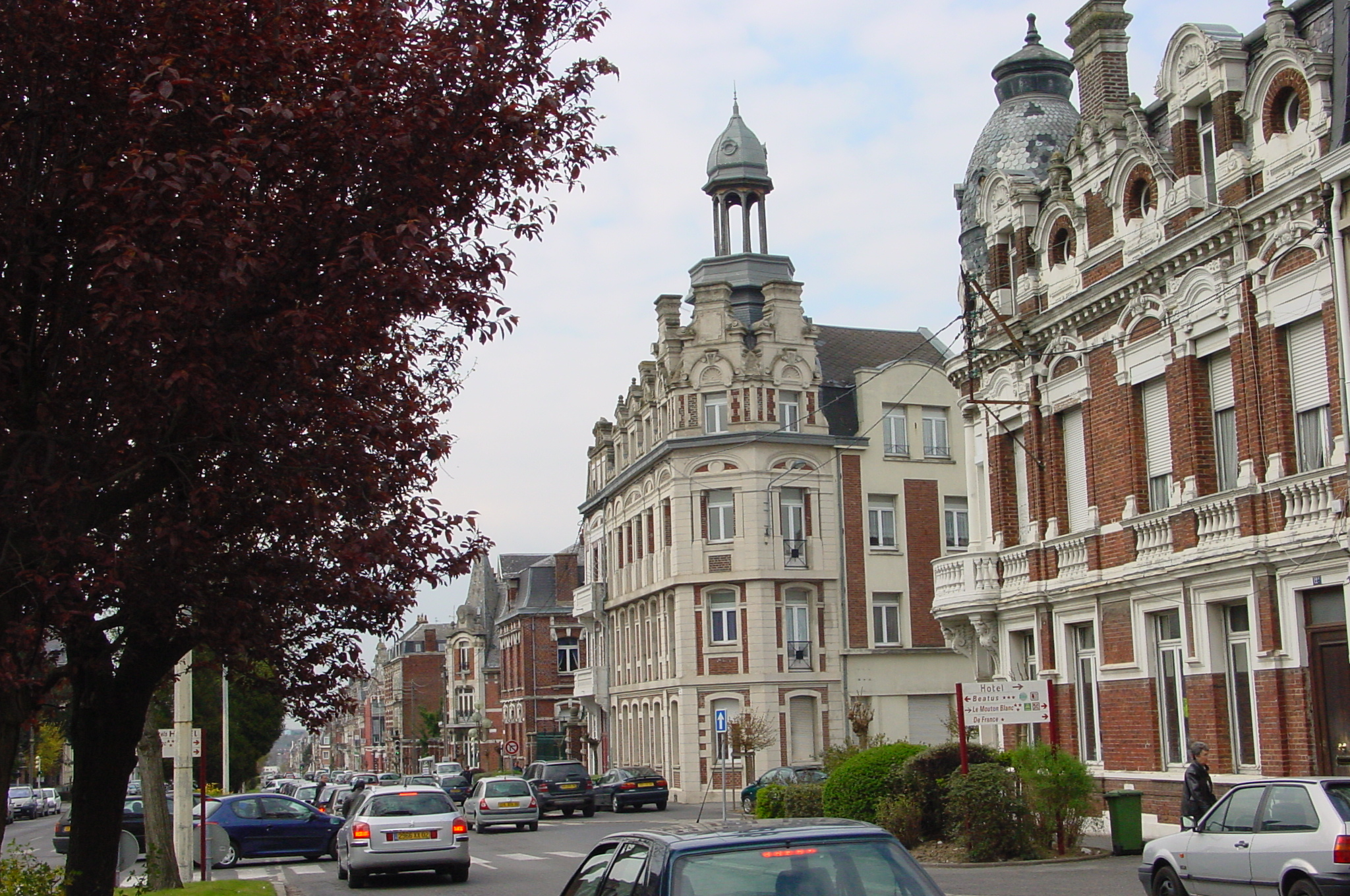
ピカール語 - エノー、カンブレジ、アルトワ、フランドル（リールやドゥエー周辺）で話される、フランス語と同じ発祥である言語。
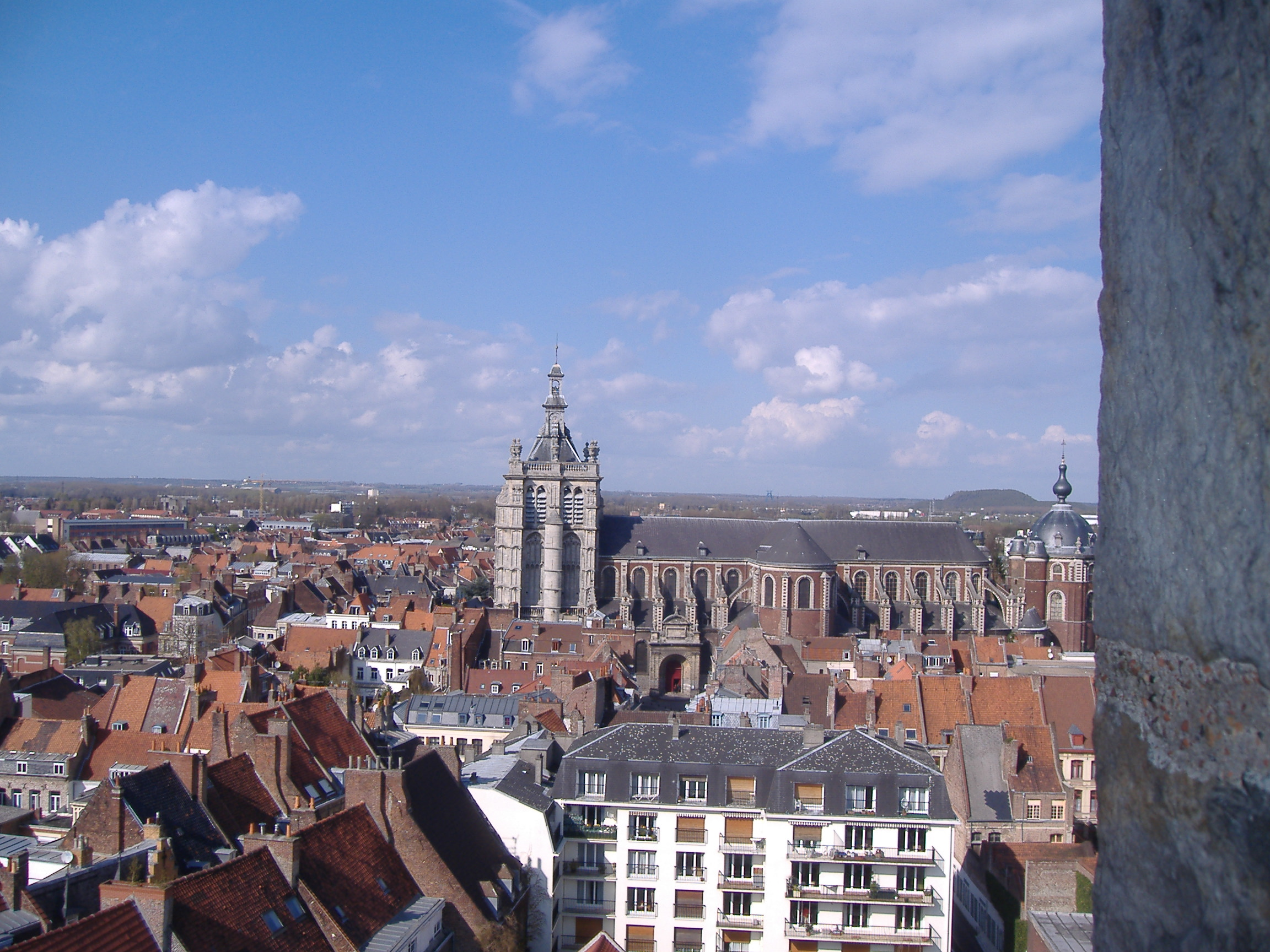
ドゥエー
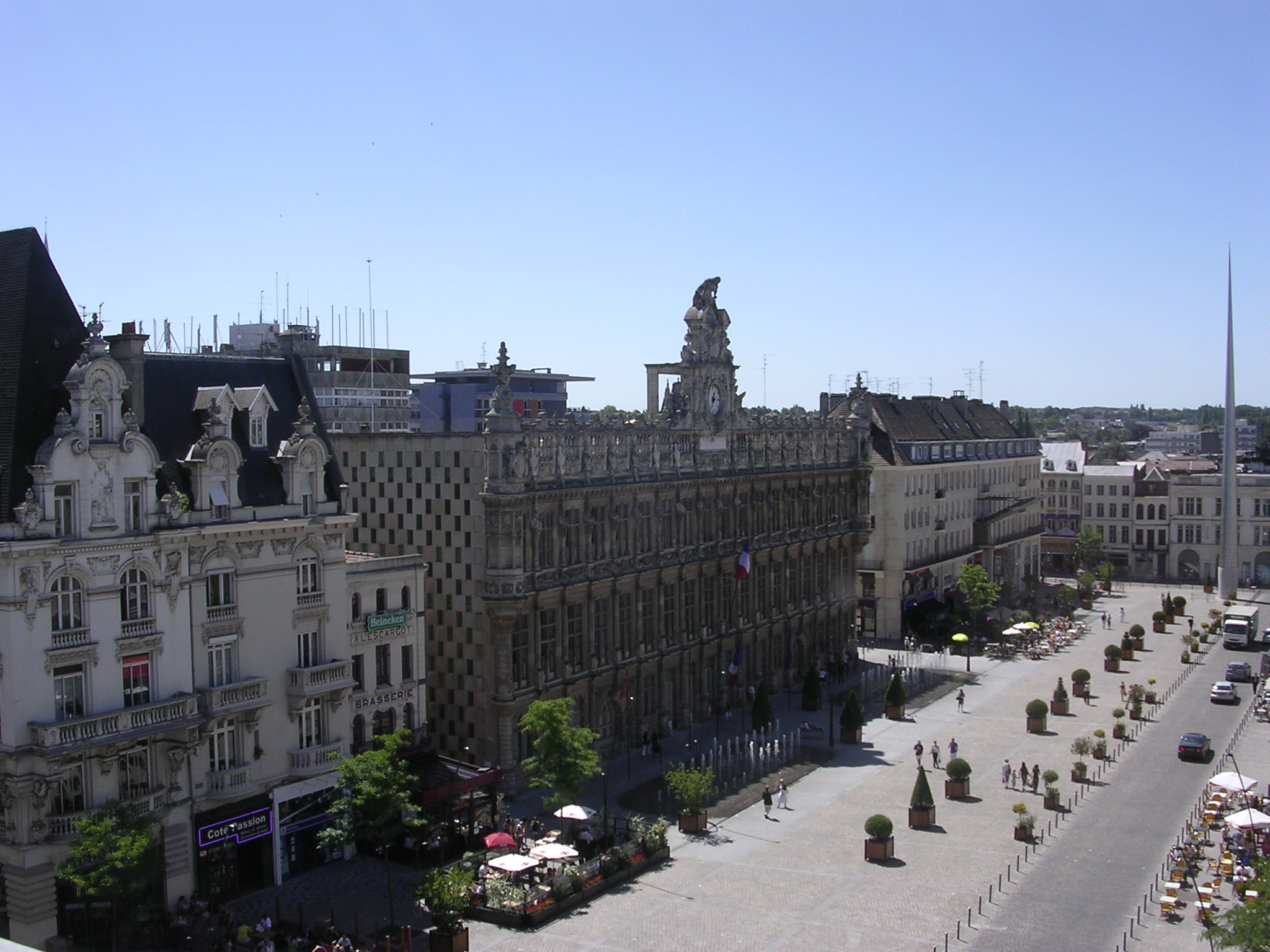
ヴァランシエンヌ
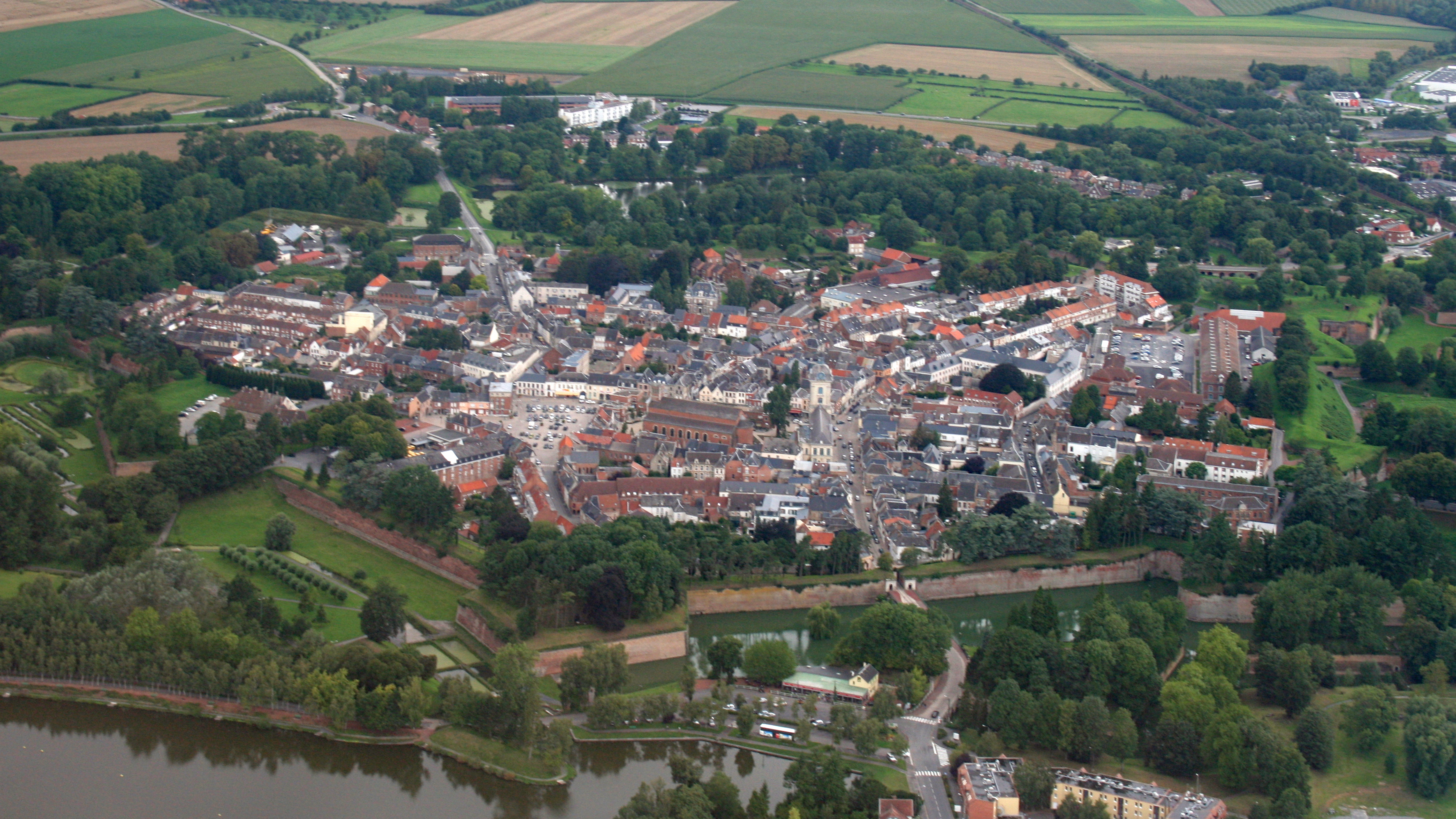
ル・ケノワ
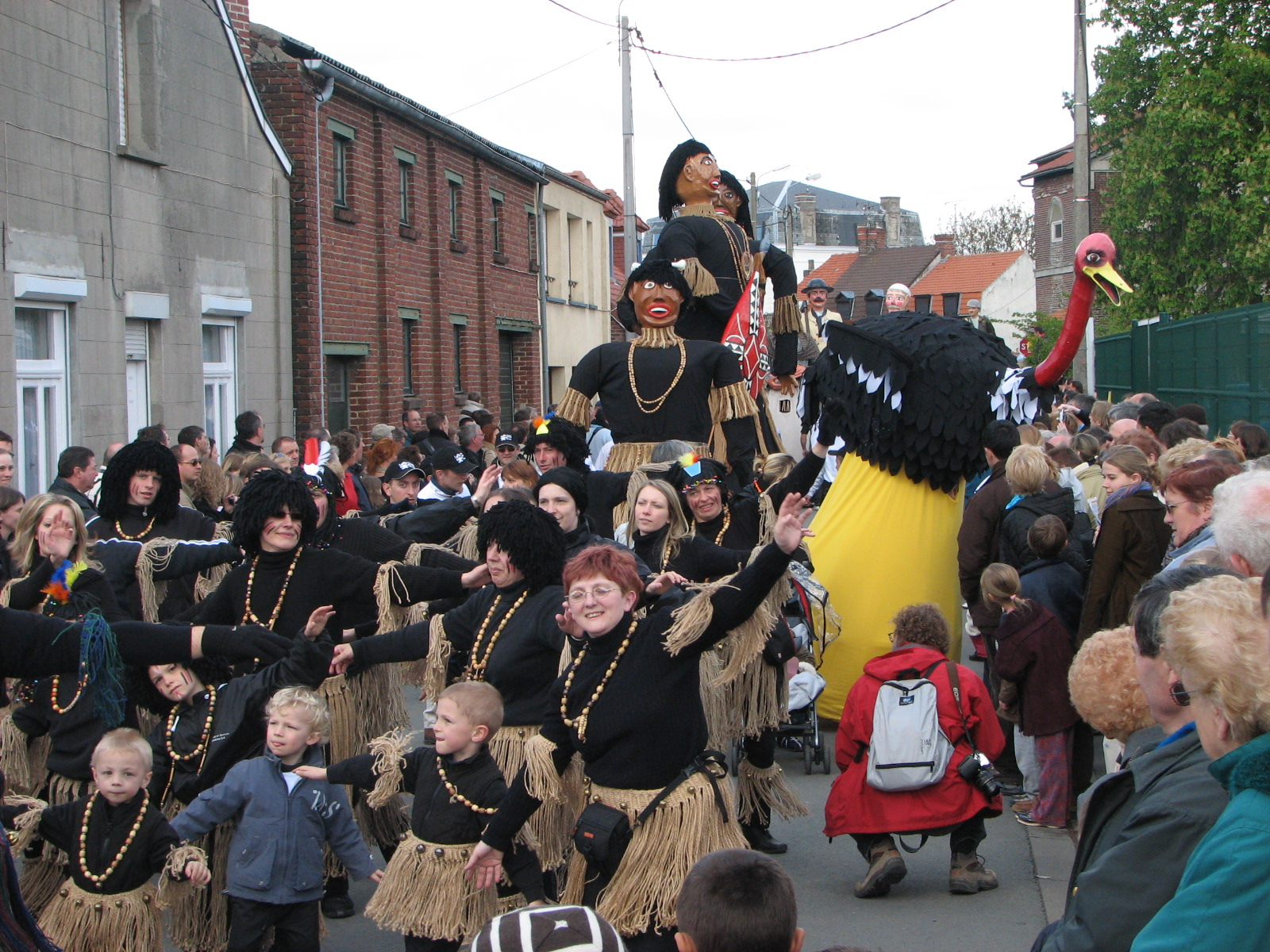
ステーンヴォオルドの祭り
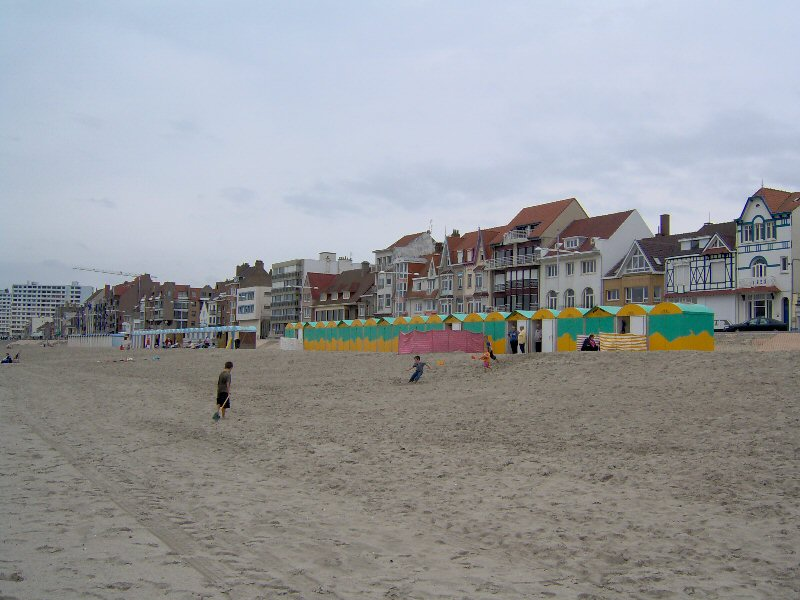
フラマン語（西フラマン語） - リス川流域から北海沿岸、とくにバイユールからダンケルクにかけて話される。フランス内のフラマン語圏では、その特性からダンケルク語と呼ばれることが多い。話者の減少が懸念されている。
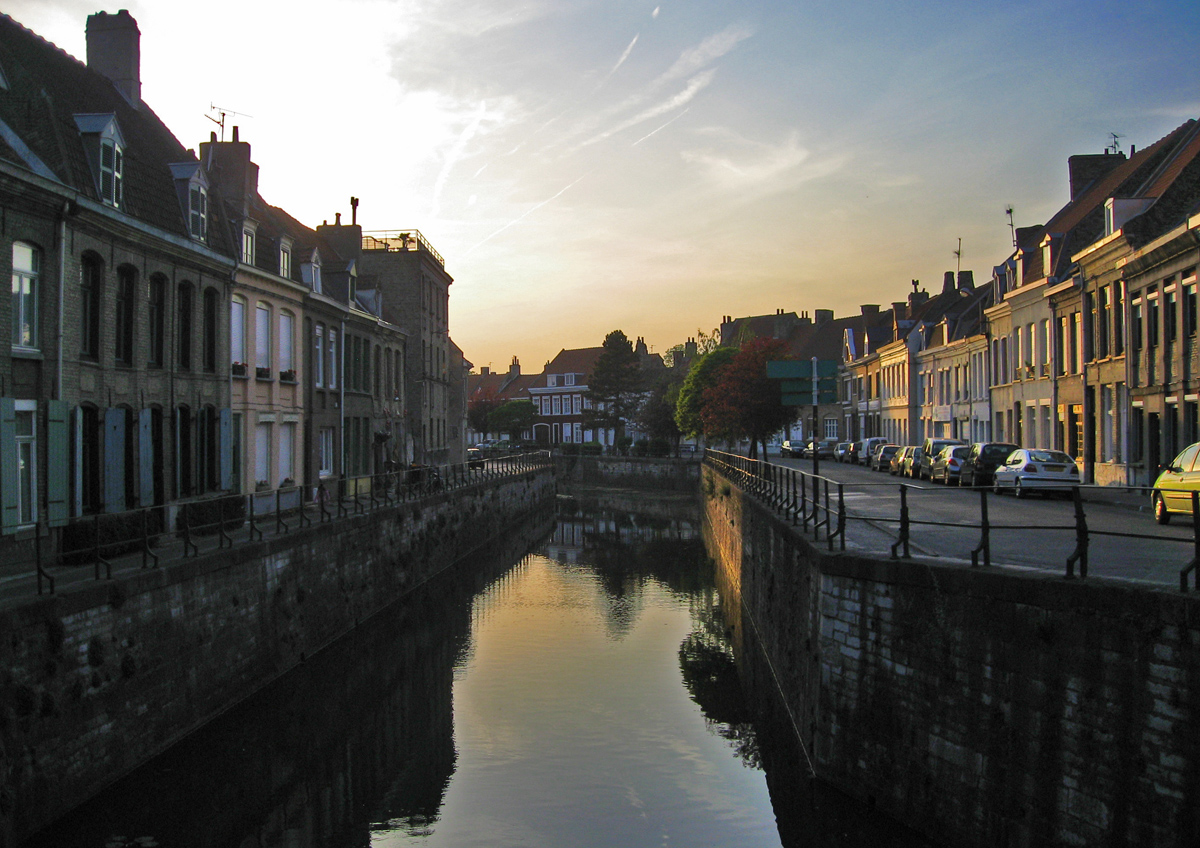
ベルグの運河
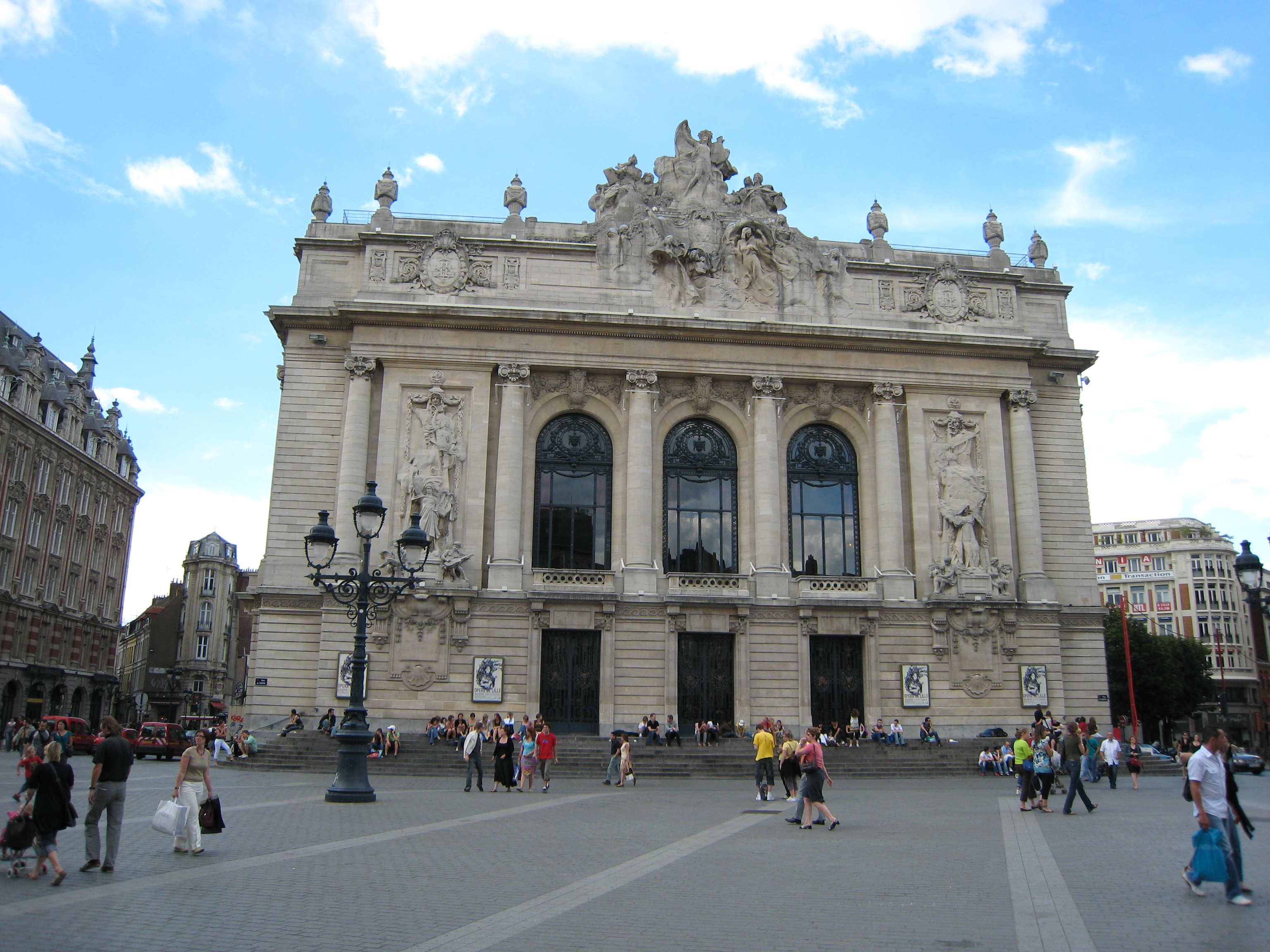
リールのオペラ劇場
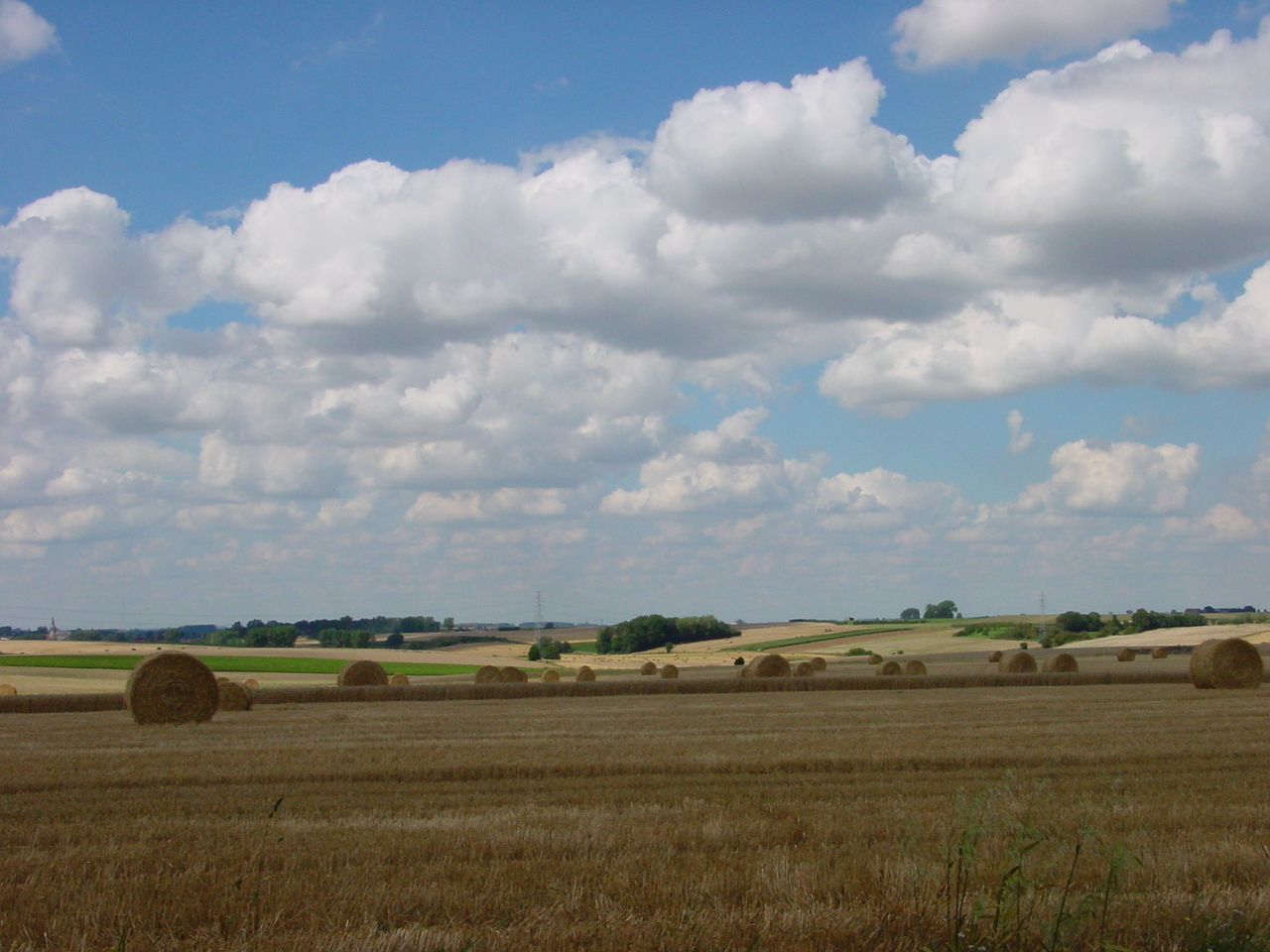
カンブレジ地方の麦畑

## 主なコミューン
ノール県には653のコミューンがある。そのうち人口5万人以上のコミューンは、リール、ダンケルク、ルーベ、トゥールコワンである。600ほどのコミューンは人口1万人を下回る。以下は人口2万人以上のコミューンである。
| コミューン             | 人口 2009 | 変遷 2009/1999 | コミューン                | 人口 2009 | 変遷 2009/1999 |
| ---------------------- | --------- | -------------- | ------------------------- | --------- | -------------- |
| リール (フランス)      | 226,827   | 6,3 %          | ランブルサール            | 28,310    | == 0,6 %       |
| ルーベ                 | 95,028    | == -1,2 %      | アルマンティエール        | 25,089    | == -0,6 %      |
| ダンケルク             | 92,923    | 31,2 %         | クドケルク＝ブランシュ    | 22,588    | -6,4 %         |
| トゥールコワン         | 92,389    | == -1,2 %      | ラ・マドレーヌ (ノール県) | 22,174    | == -1,0 %      |
| ヴィルヌーヴ＝ダスク   | 63,844    | -1,8 %         | モン＝ザン＝バルール      | 21,958    | -4,5 %         |
| ヴァランシエンヌ       | 42,649    | 3,4 %          | ロス (ノール県)           | 21,739    | 4,2 %          |
| ドゥエー               | 42,461    | == -0,8 %      | アーズブルック            | 21,721    | 1,5 %          |
| ワットルロー           | 41,750    | -2,3 %         | クロワ (ノール県)         | 21,195    | 2,7 %          |
| マルク＝アン＝バルール | 38,819    | 4,4 %          | グランド＝シント          | 20,901    | -10 %          |
| カンブレー             | 32,518    | -3,6 %         | ドゥナン                  | 20,157    | == -1,0 %      |
| モブージュ             | 31,970    | -4,7 %         | アルアン                  | 20,125    | 6,0 %          |
| Source : Insee ·       |           |                |                           |           |                |

- カンブレー
- ドゥエー
- ヴァランシエンヌ
- ル・ケノワ
- ステーンヴォオルドの祭り
- ダンケルクの浜
- ベルグの運河
- リールのオペラ劇場
- カンブレジ地方の麦畑

## 出身者
- リーヌ・ルノー（フランス語版） - 歌手（「パリの空の下」）
- ジェラルド・ダルマナン - 政治家